# Distrito electoral de Wilson (Nebraska)
Wilson (en inglés: Wilson Precinct) es un distrito electoral ubicado en el condado de Colfax en el estado estadounidense de Nebraska. En el Censo de 2010 tenía una población de 175 habitantes y una densidad poblacional de 1,88 personas por km².

## Geografía
Wilson se encuentra ubicado en las coordenadas 41°37′4″N 97°12′15″O / 41.61778, -97.20417. Según la Oficina del Censo de los Estados Unidos, Wilson tiene una superficie total de 93.26 km², de la cual 93.05 km² corresponden a tierra firme y (0.22%) 0.21 km² es agua.

## Demografía
Según el censo de 2010, había 175 personas residiendo en Wilson. La densidad de población era de 1,88 hab./km². De los 175 habitantes, Wilson estaba compuesto por el 100% blancos, el 0% eran afroamericanos, el 0% eran amerindios, el 0% eran asiáticos, el 0% eran isleños del Pacífico, el 0% eran de otras razas y el 0% pertenecían a dos o más razas. Del total de la población el 0% eran hispanos o latinos de cualquier raza.